# Brachyopsis segaliensis
Brachyopsis segaliensis és una espècie de peix pertanyent a la família dels agònids i l'única del gènere Brachyopsis.

## Descripció
- Fa 30 cm de llargària màxima.[3][4]

## Hàbitat
És un peix marí, demersal i de clima polar que viu entre 0-110 m de fondària.

## Distribució geogràfica
Es troba al Pacífic nord-occidental: des del sud del mar d'Okhotsk fins al nord del mar del Japó i la costa pacífica del nord del Japó.

## Observacions
És inofensiu per als humans.